# Marianne Herzog (Autorin)
Marianne Herzog (* 10. Oktober 1939 in Breslau) ist ein deutsches ehemaliges Mitglied der linksextremistischen Terrororganisation Rote Armee Fraktion (RAF). Nach ihrem Ausstieg bei der RAF betätigte sie sich als Autorin.

## Leben
Marianne Herzog wuchs in Waren (Müritz) in der Deutschen Demokratischen Republik auf und kam 1957 erstmals in die Bundesrepublik Deutschland; sie kehrte in die DDR zurück, kam 1961 wieder in die Bundesrepublik Deutschland und lebte ab 1964 in West-Berlin.
Gemeinsam initiierten Herzog und die damalige Filmstudentin Helke Sander im Januar 1968  in West-Berlin ein Treffen von Frauen, das als erstes Zusammentreffen des SDS-nahen  Aktionsrats zur Befreiung der Frauen gelten kann.
Herzog wurde zusammen mit ihrem Freund Jan-Carl Raspe Anfang der 1970er Jahre Mitglied der Rote Armee Fraktion. Ihre Wohnung war mehrmals Treffpunkt der Terroristen. Im Frühjahr 1971 verließ sie die RAF. Am 3. Dezember 1971 wurde sie im Zuge der Ermittlungen verhaftet, später aus gesundheitlichen Gründen vorzeitig entlassen.
Herzog war an der Erstellung des Manuskripts der 1978 im Rotbuch Verlag erschienenen Autobiografie der jugoslawischen Arbeiterin Vera Kamenko Unter uns war Krieg beteiligt.

## Bücher
- Von der Hand in den Mund. Frauen im Akkord. Rotbuch Verlag, Berlin 1976, ISBN 3-88022-155-3.
- Nicht den Hunger verlieren. Rotbuch Verlag, Berlin 1980, ISBN 3-88033-232-0.
- Suche. Luchterhand-Literaturverlag, Darmstadt 1988, ISBN 3-630-86675-1.